# Castello di Nomi
Il castello di Nomi è un castello medievale in rovina che si trova nel comune di Nomi in provincia di Trento.

## Storia
Il maniero sorge su una collina a strapiombo sul paese in una posizione strategica per il controllo dei traffici commerciali che transitavano ai suoi piedi.
Originariamente feudo dei signori di Nomi, nel 1333 passò ai Castelbarco. Nel XV secolo fu coinvolto nella guerra tra Venezia e Impero asburgico per il controllo della Vallagarina. Nel 1456 fu conquistato dai Lodron che però dovettero cederlo successivamente al principe vescovo di Trento.
Nel luglio 1487 durante la guerra tra Sigismondo d'Austria e la Repubblica di Venezia fu occupato dalle truppe del condottiere veneziano Roberto Sanseverino d'Aragona. Venezia lo mantenne fino al 1491 quando le truppe di Massimiliano I d'Asburgo lo riconquistarono, causando notevoli danni. Da allora il castello perse la sua importanza riducendosi allo stato di rudere.
Tra il 2005 e il 2007 le rovine del castello sono state oggetto di un restauro a cura della provincia autonoma di Trento, che le ha rese più facilmente visitabili.